# Jardín de Cactus
Jardín de Cactus je kaktusová zahrada na ostrově Lanzarote na Kanárských ostrovech. Nachází se v obci Guatiza, v bývalém lomu, kde byl těžen sopečný písek (picón), sloužící pro udržení vláhy na obdělávaných plochách. Oblast je významná pěstováním opuncií pro výrobu košenily.
Kaktusová zahrada vznikla v roce 1991, je posledním projektem Césara Manriqua. Za výběr a výsadbu rostlin odpovídal botanik Estanislao González Ferrer. V zahradě je pěstováno 4 500 exemplářů 450 druhů kaktusů a sukulentů ze Severní a Jižní Ameriky, Madagaskaru a dalších pouštních a aridních oblastí.
Zahrada má tvar velkého amfiteátru s rostlinami uspořádanými na terasách. Na nejvyšším bodě zahrady stojí rekonstruovaný větrný mlýn, kdysi používaný při výrobě gofia.